# Rudolf Zechner
Rudolf Zechner (* 25. August 1954 in Graz) ist ein österreichischer Molekularbiologe und Hochschullehrer an der Universität Graz.

## Werdegang
Zechner wurde nach dem Studium der Chemie 1980 an der Karl-Franzens-Universität Graz zum Doktor phil. promoviert. Anschließend war er als Universitätsassistent am Institut für medizinische Biochemie bis 1984 tätig. Von 1985 bis 1987 forschte er am Laboratory of Biochemical Genetics and Metabolism an der Rockefeller University in  New York City (USA) und kehrte dann wieder nach Graz zurück.
Von 1990 bis 1998 war er außerordentlicher Universitätsprofessor am Institut für medizinische Biochemie, ab 1994 Leiter der Abteilung für molekulare Biochemie. 1998 wurde er ordentlicher Universitätsprofessor für Biochemie und 1998/99 war er auch Institutsvorstand.
Zechner war von 1997 bis 2006 Leiter der Forschungsgemeinschaft SFB Biomembranes, Graz, Austria. Von 1998 bis 2004 war er  Vorsitzender der Naturwissenschaftlichen Fakultät an der Universität Graz. Seit 1999 ist er Vizepräsident der österreichischen Gesellschaft für  Arteriosklerose und seit 2002 Projektleiter des GEN-AU-Projektes „GOLD – Genomics of Lipidassociated Disorders“. Seit 2004 ist Zechner korrespondierendes und seit 2008 wirkliches Mitglied der Österreichischen Akademie der Wissenschaften sowie Mitglied der Redaktion des Journal of Lipid Research. Seit 2007 leitet er den Spezialforschungsbereich SFB LIPOTOX, an dem elf Forschungsgruppen von drei Grazer Universitäten mitarbeiten. Im Jahr 2024 wurde Rudolf Zechner in der Sektion Agrar- und Ernährungswissenschaften in die Nationale Akademie der Wissenschaften Leopoldina aufgenommen.

## Auszeichnungen und Ehrungen
- 1985 Max-Kade-Fellowship
- 1986 Erwin-Schroedinger-Stipendium
- 1990 Preisträger des Kuner-Science Award
- 1990 Preisträger des Award for scientific achievements des Landes Steiermark
- 1996 Hoechst-Preis
- 2007 Wittgenstein-Preis[7]
- 2012 Kardinal-Innitzer-Preis (Würdigungspreis)
- 2013 Forschungspreis des Landes Steiermark
- 2015 Louis-Jeantet-Preis für Medizin[8]
- 2018 Rolf Luft Award
- 2019 ausländisches Mitglied der National Academy of Sciences[9]
- 2024 Ehrenzeichen des Landes Steiermark für Wissenschaft, Forschung und Kunst, I. Klasse[10]
- 2024 Jung-Medaille in Gold für Medizin[11]